# گوردون ویلسون
گوردون ویلسون (انگلیسی: Gordon Wilson; ۱ فوریهٔ ۱۸۸۷ – ۱۷ ژوئیهٔ ۱۹۷۱) فرد نظامی اهل بریتانیا بود. وی همچنین برندهٔ جوایزی همچون صلیب نظامی شده‌است.